# Splitterschutzzelle

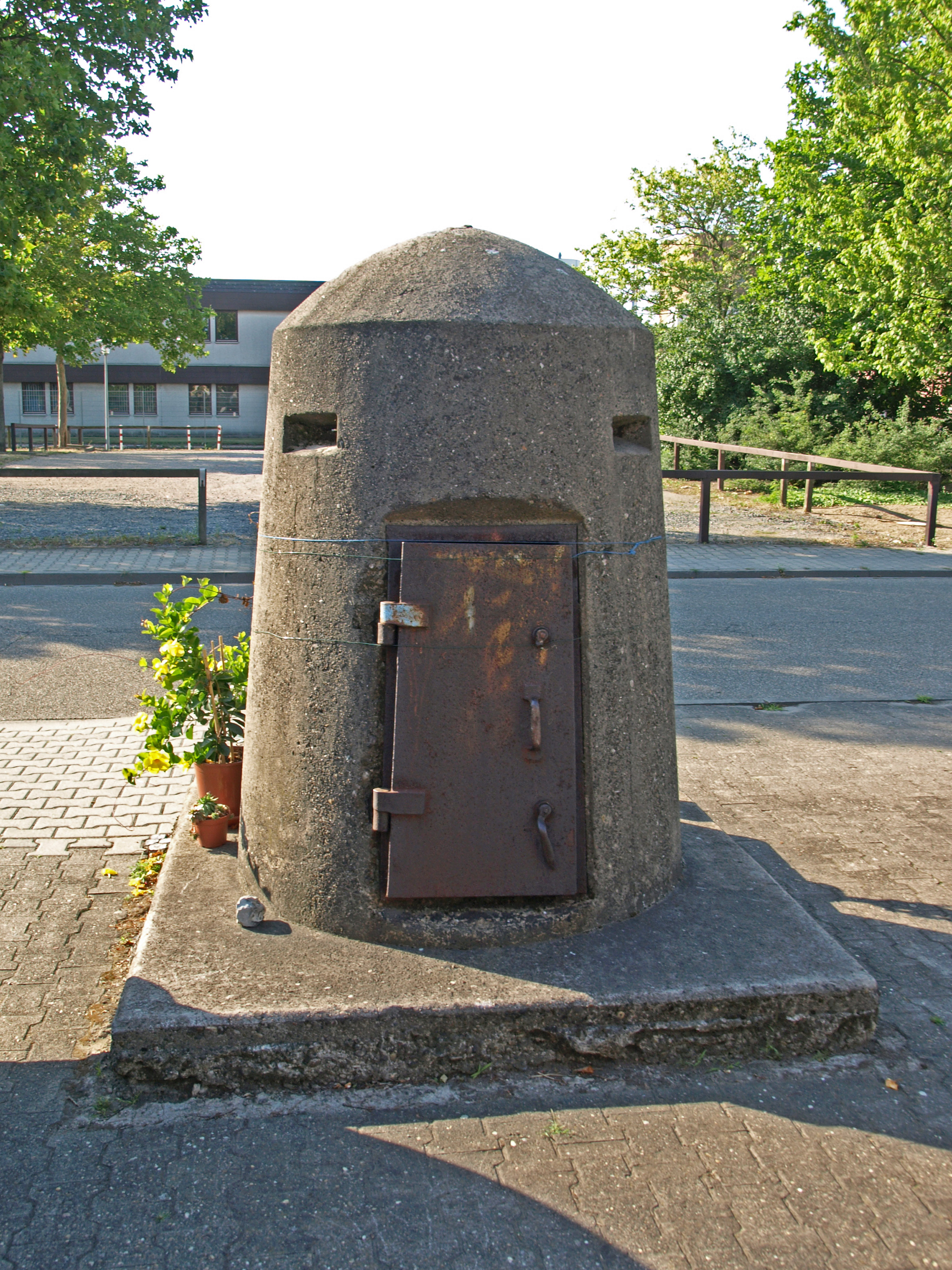
Einmann-Luftschutzbunker in der Zellstoffstraße, Mannheim-Sandhofen

Splitterschutzzellen (SSZ) (auch Brandwachenstand, Einmannbunker, Einzelschutzraum oder Luftschutzstelle)  sind Zylinder-förmige (selten eckige) Konstruktionen in der Regel aus Stahlbeton, die ein bis zwei Personen Schutz vor Splittern oder anderen Gefahren gewähren sollen.

## Ziel
Die Splitterschutzzellen wurden vor dem Zweiten Weltkrieg entwickelt und teilweise gebaut. Die Bunker sollten Schutz vor Splittern durch Bombenexplosionen oder Beschuss mit leichten Feuerwaffen bieten; ein Gasschutz war nicht vorgesehen. Die SSZ waren nicht darauf ausgelegt, einen Volltreffer zu überstehen. Aus historischen Berichten geht hervor, dass Insassen bei Treffern umkamen oder schwer verletzt wurden.

## Konstruktion

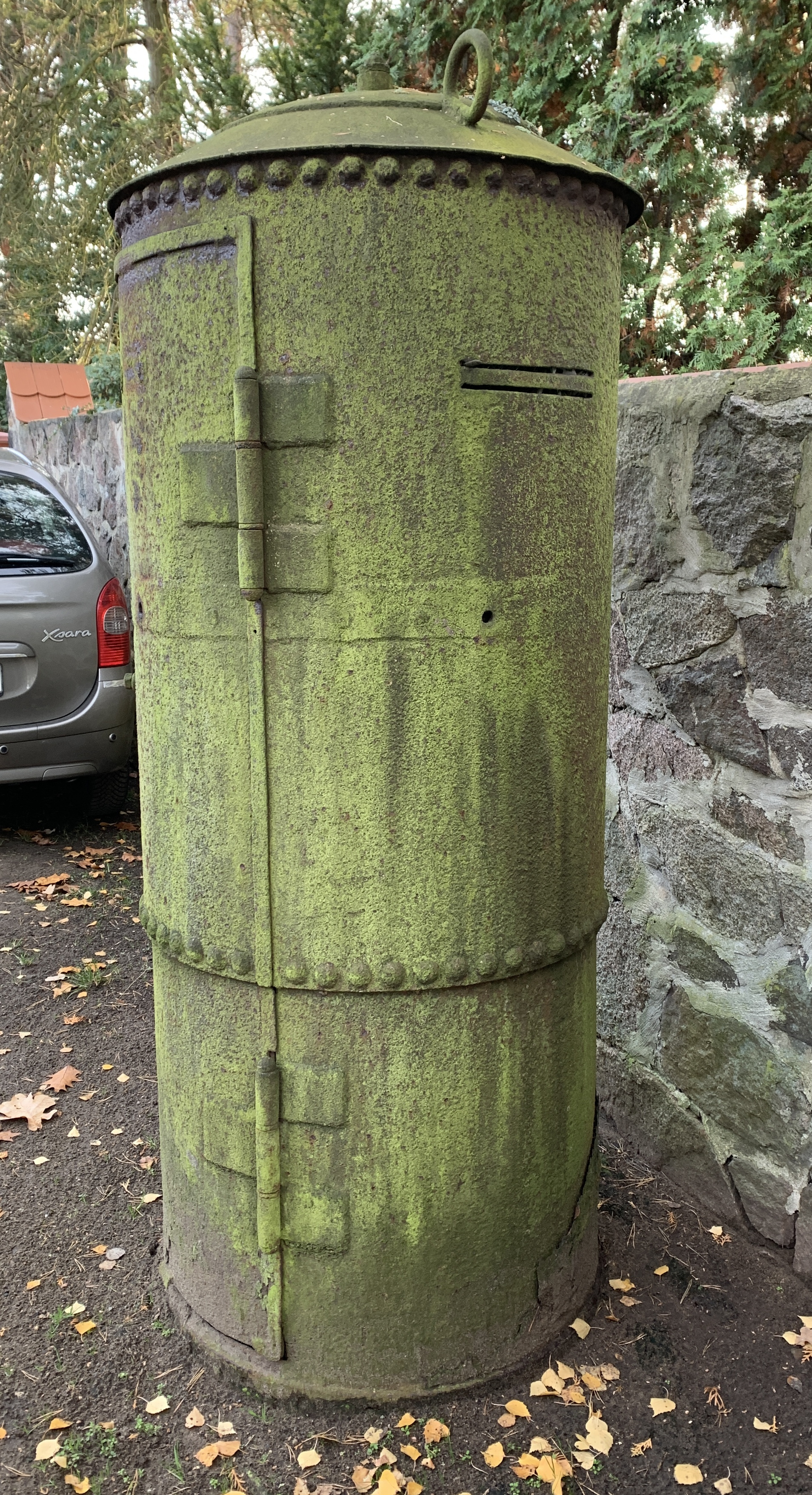
Genietete Splitterschutzzelle aus Stahl in Coswig

Die ersten Einmannbunker wurden aus Metall produziert. Das Material genügte jedoch den Anforderungen nicht und wurde bald anderweitig benötigt, so dass alsbald ausschließlich Beton zur Herstellung verwendet wurde. Bekannte Hersteller von SSZ waren zum Beispiel DYWIDAG (Dyckerhoff & Widmann) und Leonhard Moll Betonwerke. Vorgaben der Reichsanstalt der Luftwaffe für Luftschutz folgend, stellte die mittelständische Betonindustrie sie in vielen Varianten her. Das Dach wurde als Kuppel-, Kegel-, oder Flachdach gebaut. Der Korpus war mit ein bis zwei kleinen verriegelbaren Einstiegsluken und drei bis sechs Sehschlitzen für eine 360 Grad Rundsicht ausgestattet. Um zu verhindern, dass die Zelle durch Explosionsdruckwellen umgeworfen werden konnte, wurde sie auf einem Fundament errichtet. Wo es möglich war, wurde sie zusätzlich durch Erdaufschüttungen, teilweises Eingraben oder zusätzliche Wände und Mauern abgesichert. Das Dach war häufig mit einem Haken versehen, an dem der Bunker an seinen Bestimmungsort gesetzt wurde. Oder Bunkerkörper, Luken und Deckel (Dach) waren Einzelteile, die vor Ort miteinander verschraubt oder sogar individuell vor Ort gebaut wurden.

## Maße
Für den vorgegebenen Schutzgrad mussten für die Wandstärke folgende Bedingungen erfüllt werden:
- bei Mauerwerk:  51 cm
- bei Stampfbeton: 40 cm
- bei Eisenbeton: 25 cm
- bei Stahl: 4 cm

Die typischen Maße einer DYWIDAG-Zelle betrugen:
| Bereich                              | Maße          |
| ------------------------------------ | ------------- |
| Höhe über Fundament                  | 236 cm        |
| Lichte Höhe                          | 181 cm        |
| Außendurchmesser                     | 140 cm        |
| Innendurchmesser                     | 109 cm        |
| Wandstärke                           | 15 cm         |
| Einstiegsluken                       | 59 cm × 78 cm |
| Höhe der Sehschlitze über Innenboden | 169 cm        |
| Gewicht                              | ca. 5 t       |

## Einsatzorte
Splitterschutzzellen wurden zu Zehntausenden während des Zweiten Weltkrieges im Deutschen Reich aufgestellt, die exakte Zahl ist unbekannt.  Sie wurden überall dort eingesetzt, wo einzelne Personen keinen geeigneten Schutzraum erreichen konnten, beispielsweise an Arbeitsplätzen wie Bahnanlagen, landwirtschaftlichen Einrichtungen, Freiflächen, in der Nähe wichtiger öffentlicher Einrichtungen, aber auch in Versorgungseinrichtungen der Wehrmacht und in Anlagen der Organisation Todt. Allein 1943 wurden zirka 2000 Stück entlang der Bahnhauptstrecken aufgestellt. In Fabriken dienten sie als geschützte Beobachtungsstände, um wichtige Geräte beobachten und notfalls bergen oder löschen zu können. Zu diesem Zweck wurden sie zusätzlich mit Telefon und elektrischem Licht ausgestattet. Von den Beobachtungen erhoffte man sich außerdem Erkenntnisse über die Lage von Blindgängern und noch nicht explodierten Objekten, wie etwa Zeitzünder-Bomben.
Im zivilen Bereich wurden SSZ in Steinbrüchen mit Sprengbetrieb aufgebaut.
Gegen Ende des Krieges wurden sie auch als Feuerstellung (zum Beispiel für Maschinengewehre) genutzt. Zudem wurden sie in befestigten Frontbereichen eingesetzt. So wurde beispielsweise 1944 von Joseph Goebbels notiert, dass für das Grabensystem der Front in Ostpreußen etwa 250.000 Einmannbunker geplant und genehmigt wurden.
Auch Privatpersonen war es möglich, Splitterschutzzellen zu erwerben und auf dem eigenen Grundstück aufzustellen.

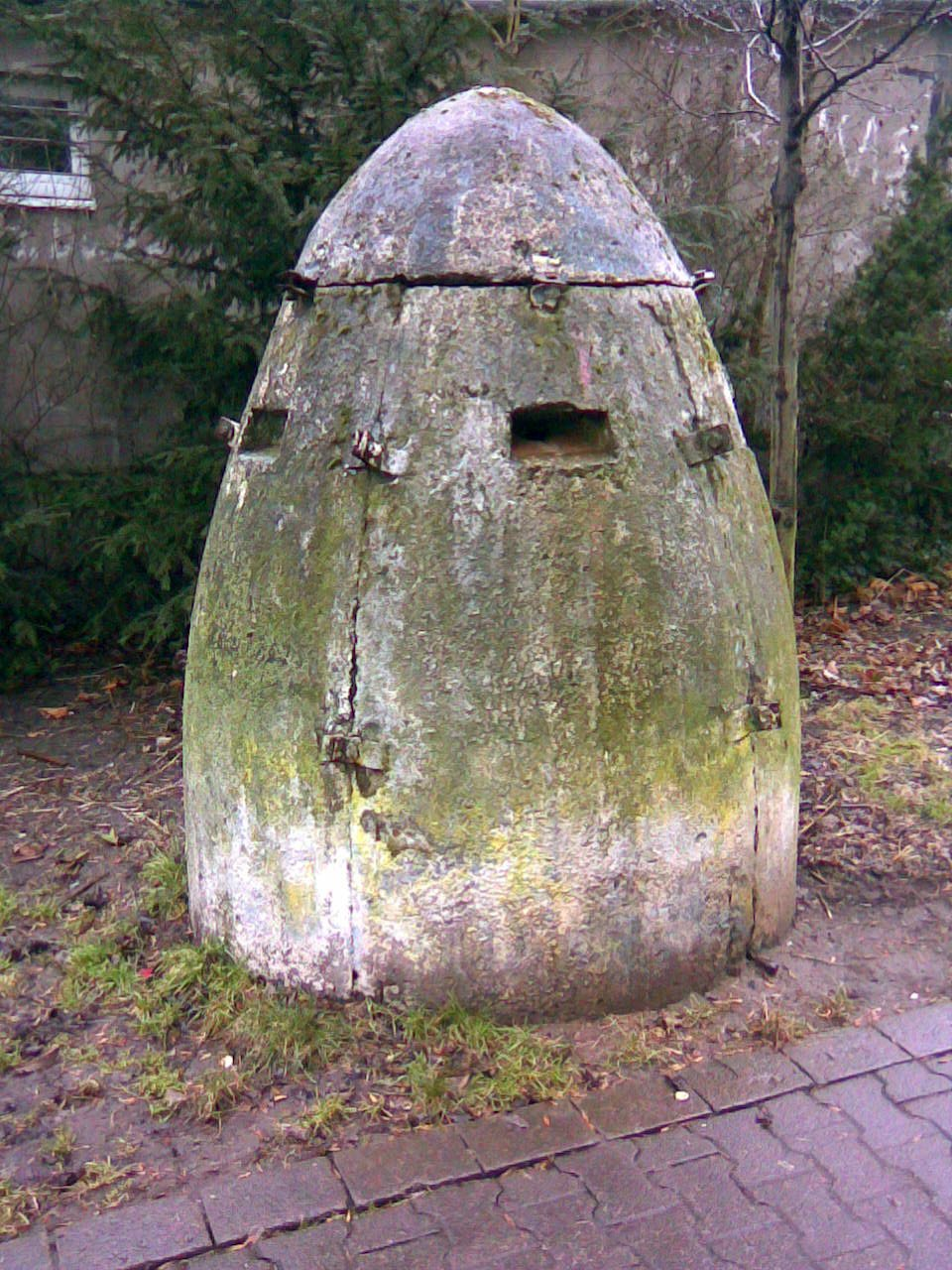
Rundliche Bauform am ehemaligen Bahnübergang in Gelsenkirchen-Erle, Cranger Str.
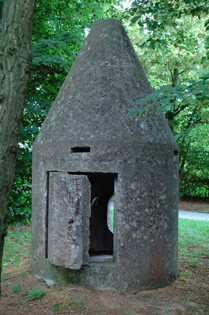
Zelle mit spitzem Dach in Braunsdorf am Oder-Spree-Kanal
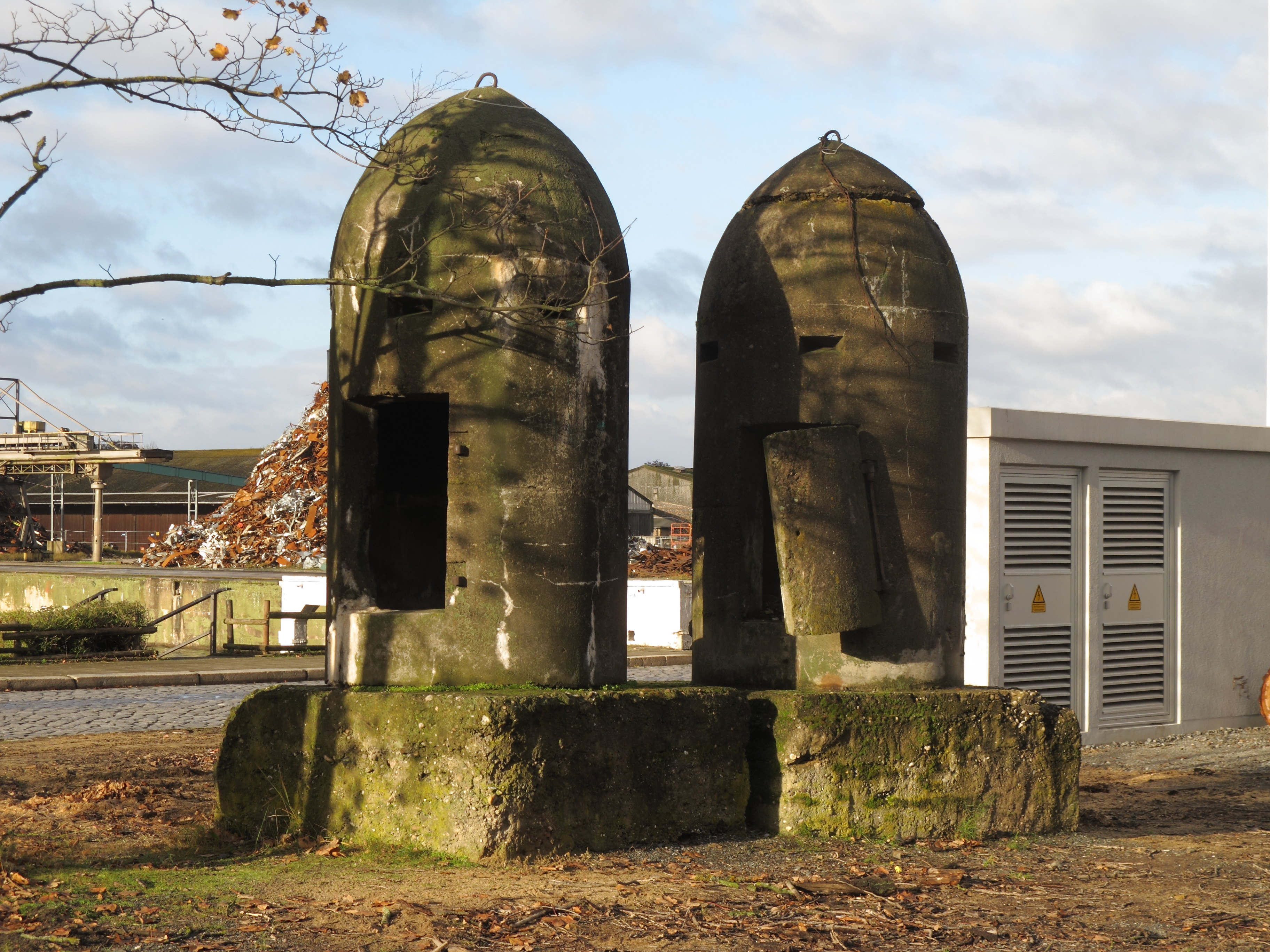
Ein Paar Splitterschutzzellen am Hafen Braunschweig
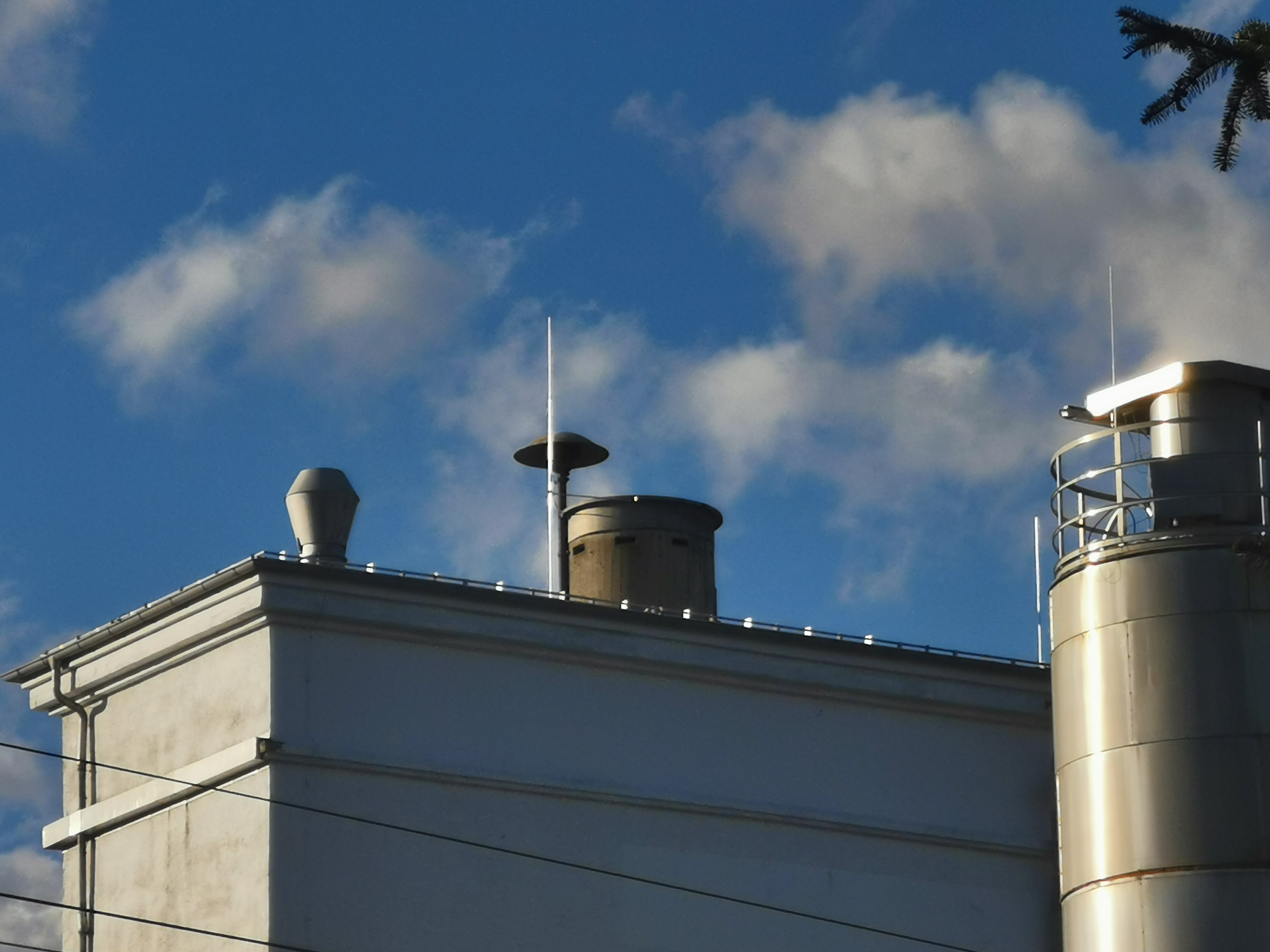
Schutzzelle auf dem Dach eines alten Fabrikgebäudes in Höllriegelskreuth
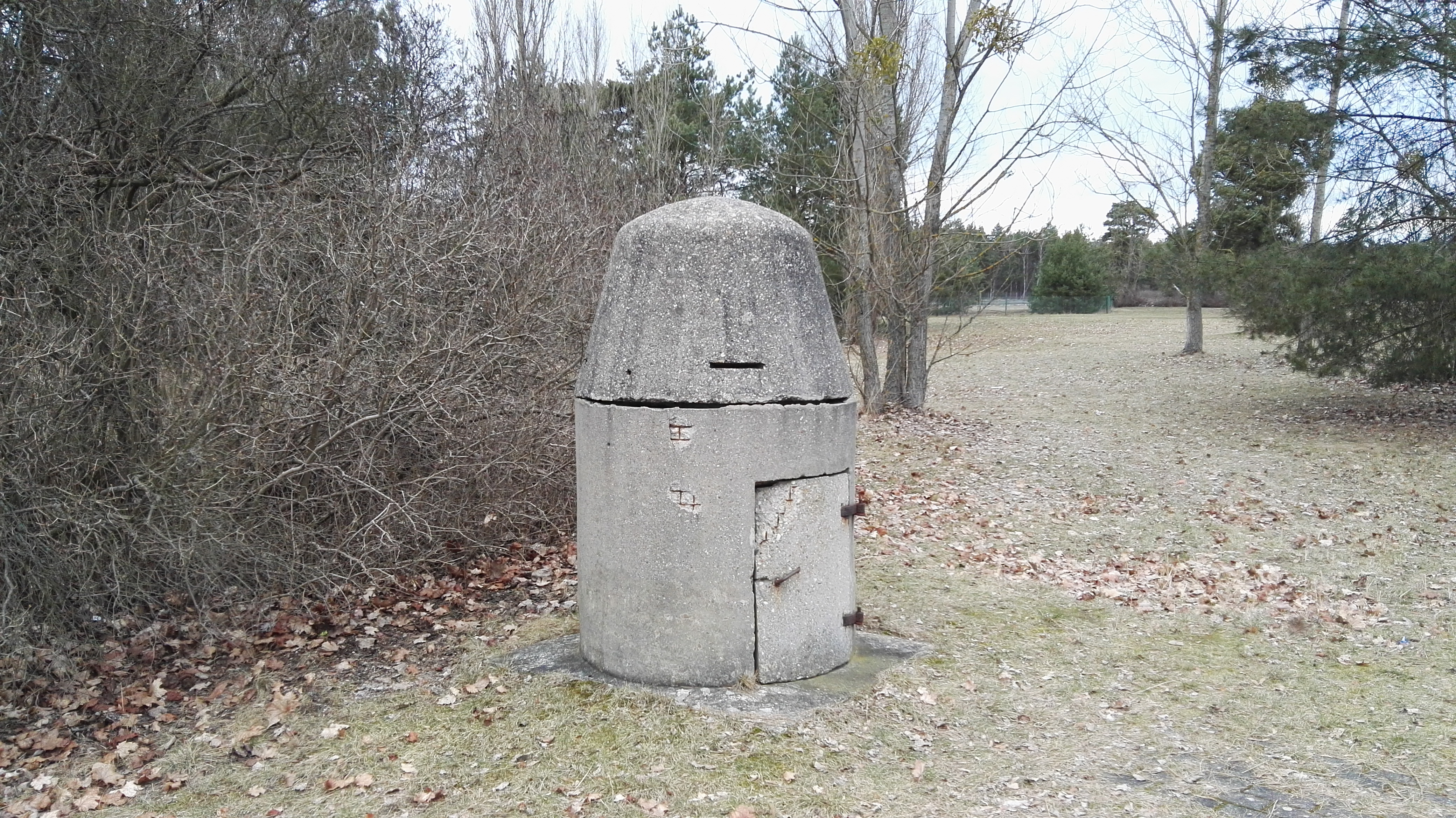
Exemplar auf dem Gelände des ehemaligen KZ Schwarzheide.
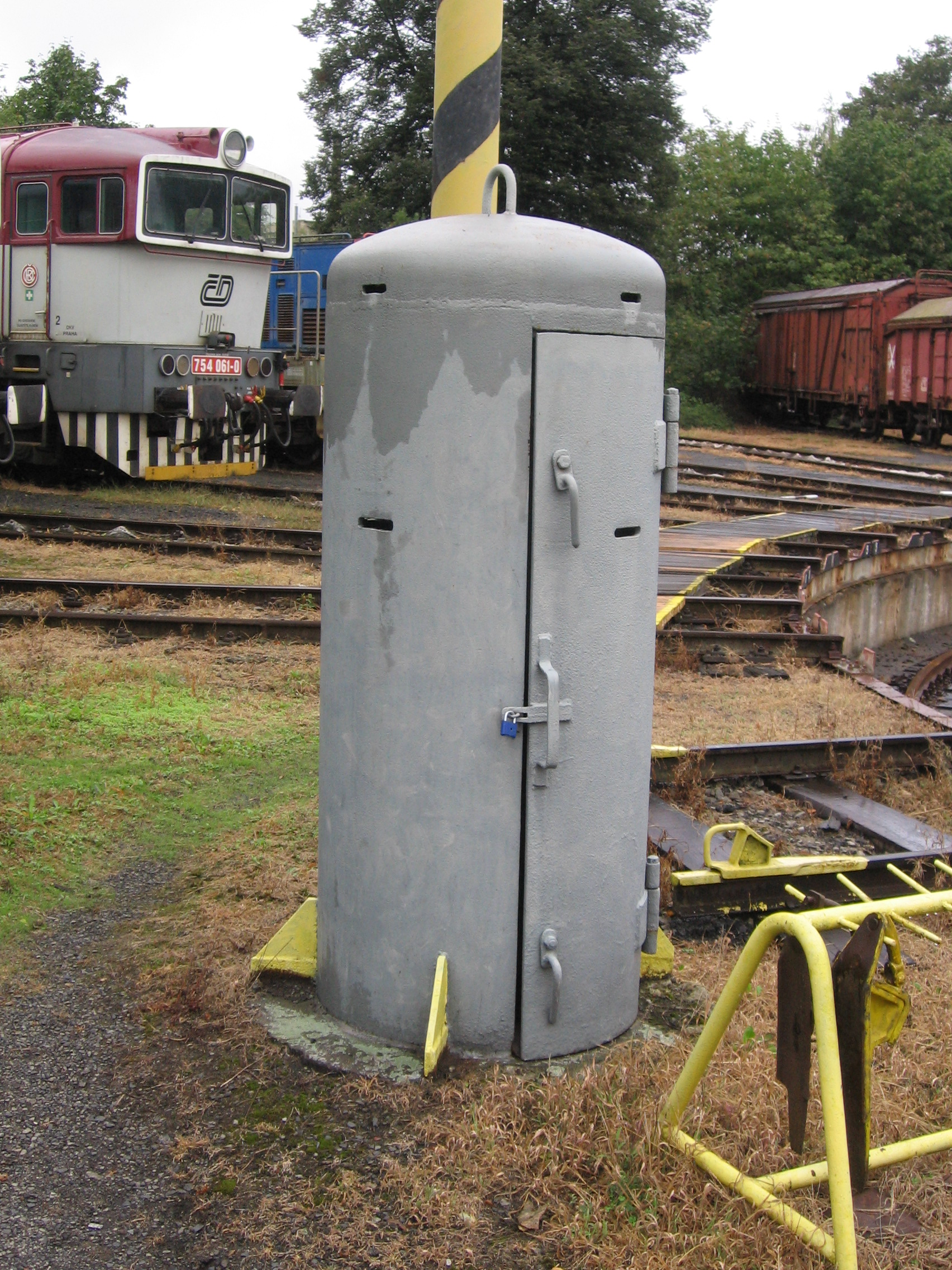
Splitterschutzzelle aus Stahl im Bahnhof Děčín hl.n. (früher Bodenbach), Tschechien
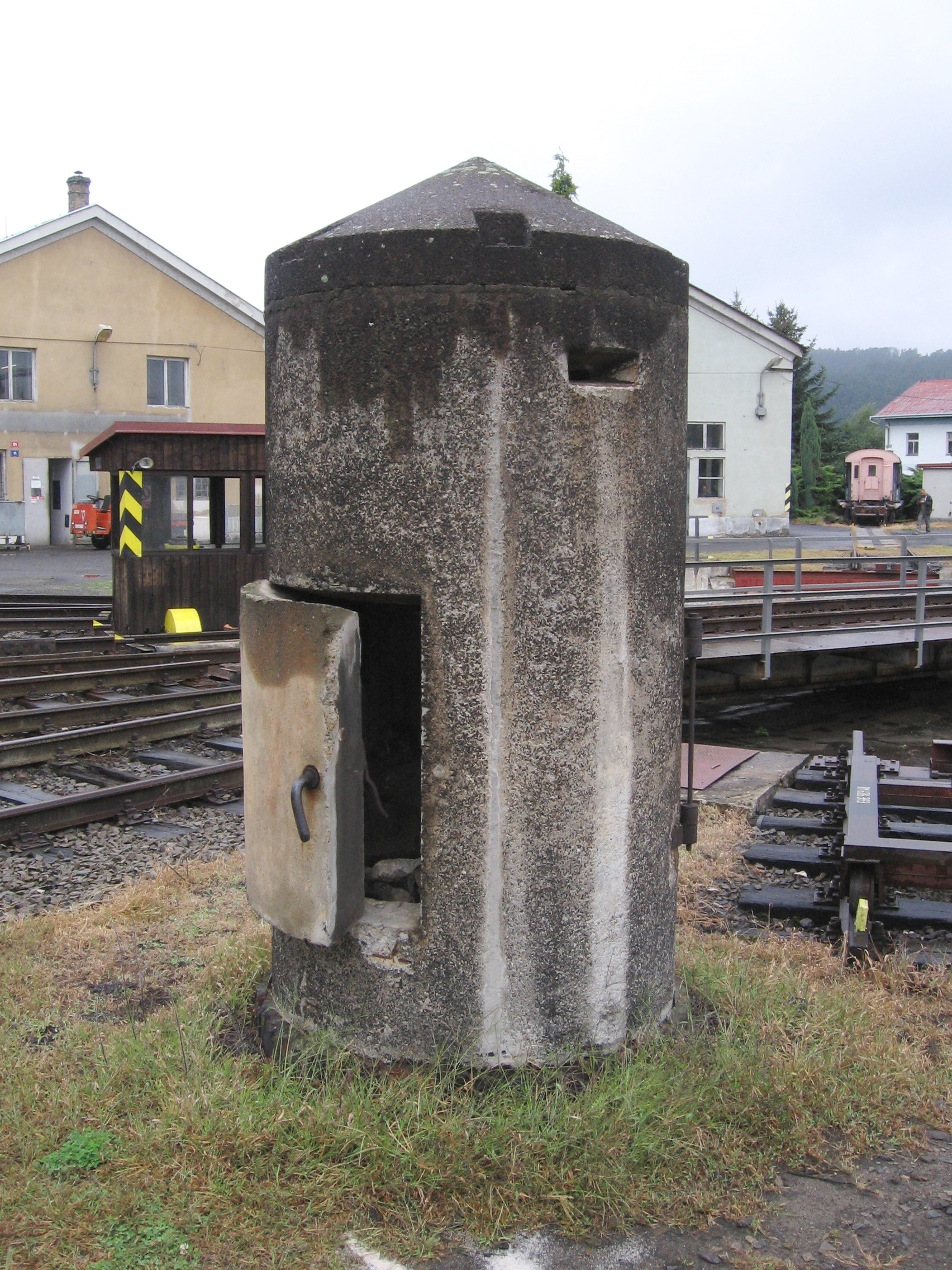
Splitterschutzzelle aus Beton im Bahnhof Děčín hl.n. (früher Bodenbach), Tschechien

## Rückbau

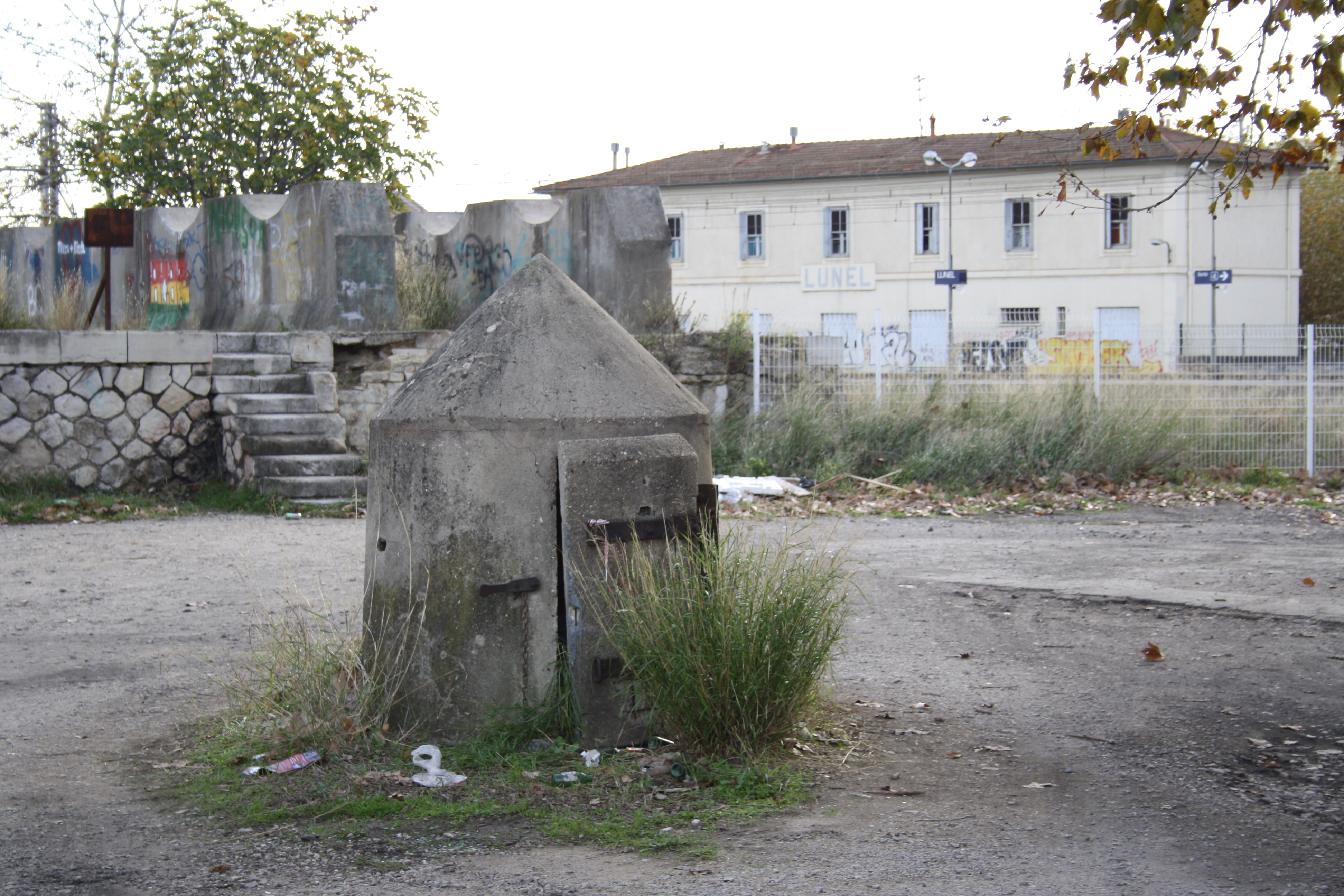
Splitterschutzzelle im Bahnhof Lunel an der südfranzösischen Bahnstrecke Tarascon–Sète-Ville

Die meisten Zellen in Deutschland, die während des Krieges errichtet worden waren, wurden abgeräumt. Nach der Kapitulation 1945 forderten die Alliierten im Rahmen der Entmilitarisierung Deutschlands die Zerstörung aller Luftschutzbauten, auch der Splitterschutzzellen in Mitteldeutschland. Deren Zerstörung gestaltete sich als technische Herausforderung, weshalb die Bauten manchmal nur abtransportiert und auf Sammelstellen gebracht wurden. Die massive Bauweise, die große Stückzahl und die weitflächige Verteilung verhinderten die restlose Beseitigung. Vereinzelt lassen sie sich noch als Kuriosum oder technisches Denkmal finden.
In Frankreich findet man noch heute Klein-Unterstände, die als Kampfeinrichtung konzipiert waren. Auch in ehemaligen deutschen Gebieten, beispielsweise in Königsberg, Pölitz und Stettin, blieben einige dieser Bauten erhalten.